# Галапагоски морски лъв
Галапагоският морски лъв (Zalophus wollebaeki) е вид бозайник от семейство Ушати тюлени (Otariidae), който обитава Гала̀пагоските острови. Тъй като са доста социални, те често са забелязани да се къпят на слънце по пясъчни брегове или скални групи или да се плъзгат грациозно през сърфа. Силният им лай, закачливият характер и грациозната пъргавина във водата ги превръщат в „приветстващото парти“ на островите. Те са най-малките видове морски лъвове. Видът е застрашен от изчезване.

## Разпространение и местообитание
Разпространен е в Еквадор.